# Phymatoctenus
Genre
Phymatoctenus est un genre d'araignées aranéomorphes de la famille des Ctenidae.

## Distribution
Les espèces de ce genre se rencontrent au Brésil, au Guyana et au Costa Rica.

## Liste des espèces
Selon World Spider Catalog (version 17.0, 29/05/2016) :
- Phymatoctenus comosus Simon, 1897
- Phymatoctenus sassii Reimoser, 1939
- Phymatoctenus tristani Reimoser, 1939

## Publication originale
- Simon, 1897 : Histoire naturelle des araignées. Paris, vol. 2, p. 1-192 (texte intégral).